# Crystal growth
Crystal growth is een artistiek kunstwerk in Amsterdam-West.
Woningbouwvereniging Stadgenoot schreef opdrachten uit voor de invulling van de terreinen aan de Eerste Constantijn Huygensstraat 36, waar tot 2004 het Jan Swammerdam Instituut stond. Het terrein werd in gedeelten opgevuld. Een van de nieuwe gebouwen (2006) in het stratenplan van Jo Crepain was Solid Furore (blok C), ontworpen door de Britse architect Tony Fretton met adviezen van Inbo. Het betreffen twee bouwblokken met daartussen een met glas afgeschermde binnenplaats. Het glas en de tussen de gebouwen lopende loopbruggen worden ondersteund door staanders met een boomachtige structuur (stam met zijtakken). Fretton vond na oplevering het gebouw "nog niet echt af".
Stadgenoot Projectontwikkeling gaf vervolgens in samenwerking met Kunst en Bedrijf in wedstrijdvorm een opdracht voor een kunstwerk. Het werk van kunstenaar Hans van Bentem was de winnaar. Dit was handig want Van Bentem woonde in het complex. Hij kwam met een lichtkunstwerk voor de gevel aan die Eerste Constantijn Huygensstraat. Vijftien kristalachtige objecten gemaakt van glas-in-lood) werden opgehangen aan de eerder genoemde draagconstructie van de glaspartij. Ze zijn als in een wervelstorm geplaatst. Van Bentem wilde hiermee een verbinding weergeven tussen gebouw en stad. Overdag hangen de kristallen vol in het licht en verspreiden licht in de omgeving; het is dan stralend wit. Tussen avond- en ochtendschemering krijgen de kristallen een paars/lila-achtig kleur, dat een betoverende werking zou hebben.
Vijftig meter zuidwaarts is het kunstwerk How to meet an angel te zien van Ilya en Emilia Kabakov.